# Bávvajávrásj
Bávvajávrásj (äldre stavning Pavvajauratj) är en sjö i Jokkmokks kommun i Lappland och ingår i Piteälvens huvudavrinningsområde. Sjön har en area på 0,0998 kvadratkilometer och ligger 441 meter över havet.

## Delavrinningsområde
Bávvajávrásj ingår i det delavrinningsområde (734061-166560) som SMHI kallar för Utloppet av Kuoutelisjaure. Medelhöjden är 450 meter över havet och ytan är 34,64 kvadratkilometer. Det finns ett avrinningsområde uppströms, och räknas det in blir den ackumulerade arean 58,26 kvadratkilometer. Kuotelisjaurebäcken som avvattnar avrinningsområdet har biflödesordning 4, vilket innebär att vattnet flödar genom totalt 4 vattendrag innan det når havet efter 155 kilometer. Avrinningsområdet består mestadels av skog (77 procent) och sankmarker (17 procent). Avrinningsområdet har 1,37 kvadratkilometer vattenytor vilket ger det en sjöprocent på 4 procent.